# Жул Борде
 Жул Жан-Батист Венсан Борде (на френски: Jules Jean-Baptiste Vincent Bordet) е белгийски имунолог и микробиолог, носител на Нобелова награда за физиология или медицина за 1919 година „за откриването на системата на комплемента, като част от имунитета“.

## Ранни години (1870 – 1893)
Роден е на 13 юни 1870 година в Соани, Белгия, втори син в семейството на учителя Шарл Борде и съпругата му Селестин Ванденейбил. Когато Жул е на 6-годишна възраст семейството се премества в Брюксел, където по-късно записва да учи медицина в Брюкселския свободен университет. В хода на обучението си Борде изучава защитния механизъм на бактериите при поглъщането им от други клетки. Резултатите от изследванията му са публикувани през 1892 г. През същата година той получава научна медицинска степен и привлича с работата си вниманието на Иля Мечников. През 1894 г. белгийското правителство отпуска на Борде стипендия, която му позволява да работи в лабораторията на Мечников в парижкия Институт „Пастьор“.

## Научна дейност (1894 – 1960)

### Институт „Пастьор“
Докато работи в института „Пастьор“, Борде доказва, че хемаглутинацията и хемолизата (слепването и разрушаването на преливаните еритроцити) се определят от същия механизъм, който определя бактериолизата. Той обяснява тези феномени с концепцията за антигенната специфичност. Според тази представа различните организми съдържат множество белтъчни вещества (антигени), които могат да се идентифицират, като се използват специфични антисеруми (кръвни серуми, съдържащи антитела). Борде разбира първи, че специфичността на комплексите антиген-антитяло, тяхното взаимодействие с комплемента и по-нататъшното им утаяване в разтвора (преципитация) могат да се използват за откриването на всяко вещество, към което могат да се изработват съответни антитела. Подобни имунологични реакции лежат в основата на хиляди съвременни лабораторни методи, сред които и медицински.

### В Брюксел
През 1901 г. Борде напуска Париж и заминава за Брюксел, където заема поста на директор в новооткрития Институт по бактериология и противорабични изследвания (свързани с борбата с бяса), който през 1903 г. е преименуван на институт „Пастьор“. Методите, които Борде развива и разработва през следващото десетилетие, лягат в основата на имунологичните изследвания в биологията и медицината.
Борде доказва, че комплементът се свързва с антигена, ако антигенът се намира в комплекс с антитялото. Свързването на комплемента предизвиква аглутинация на еритроцитите или бактериите, като реакцията аглутинация може да се открие с невъоръжено око. Борде и колегата му Октав Жангу (съпруг на сестра му) разбират, че това свойство може да бъде използвано за диагностика. Изследваното антитяло се прибавя към известен антиген и малко количество комплемент. Ако антигенът и антитялото си съответстват, комплексът антиген-антитяло свързва комплемента, а ако не си съответстват – комплементът остава свободен. В последния случай протича аглутинация на клетките и реакцията на свързване се смята за отрицателна, а ако комплементът се свързва от комплекса антиген-антитяло, не протича аглутинация на клетките и реакцията се смята за положителна. Борде и Жангу разработват също и косвен тест за хемаглутинация, при който еритроцитите се използват за „преносвачи“ на чужд антиген и се аглутинират с комплемента и съответното антитяло.
Борде разработва методи за свързване на комплемента, най-известният от които – реакцията на Васерман за диагностика на сифилиса. През същата година Борде и Жангу използват нови методи за изолиране на бактерията Bordetella pertussis, която предизвиква коклюш. Една година по-късно Борде е назначен за професор по бактериология в Брюкселския университет. Тази длъжност той заема 28 години.
По-нататъшните изследвания на Борде върху бактерията на коклюша довеждат през 1910 г. до първото съобщение за антигенната ѝ променливост. Този феномен има важно медицинско значение, защото болестотворните микроорганизми (особено грипния вирус), които могат да променят своята антигенна структура, могат за бъдат резидентни към антителата и ваксините.
Изучавайки хемаглутинацията, Борде изучава и естествената коагулационна способност на кръвта. Най-важен негов принос в тази област е изясняването на ролята, която играят калциевите йони и ферментът тромбин при ранните етапи на тромбообразуването.

### Първата световна война
По време на Първата световна война Борде започва да се занимава с взаимодействията между бактериите и бактериофагите (вируси, които поразяват бактерии). Експериментите му върху наследяването на лизогенията от бактериалните клетки помагат да се поставят основите на успехите на молекулярната генетика в средата на ХХ век.

## Личен живот и смърт (1961)
През 1899 г. Борде се жени за Марта Ливоз; семейството има две дъщери и син.
Умира на 6 април 1961 г. в Брюксел на 90-годишна възраст.

## Признание
- Наградата на град Париж (1911);
- Награда „Хансен“ и медал „Пастьор“ на Шведското медицинско дружество (1913);
- Член на Белгийската кралска академия, почетен член на Лондонското кралско дружество, Единбургското кралско дружество, Френската академия на науките и Национална академия на науките на САЩ;
- Удостоен е с почетни звания на университетите в Кеймбридж, Париж, Страсбург, Тулуза, Единбург, Нанси и Квебек.